# Patrice Groulx
Patrice Groulx, né le 15 juillet 1951 à Montréal, est un historien québécois et un consultant en études patrimoniales et en commémoration,.

## Biographie
Il est né le 15 juillet 1951 à Montréal, dans le quartier Snowdon. Son père, Yves est né à Saint-Laurent. Il est designer d'intérieur. Sa mère Éliane Honnorat, est née à Rixheim mais passe toute son enfance à Neuilly-sur-Seine.
Il fait ses études primaires dans une école de quartier anglo-catholique puis au Collège Stanislas d'Outremont jusqu'en 1969 où il obtient un baccalauréat français. Il fait par la suite une année (1969-1970) en études françaises à l'Université de Montréal.
1971-1973 Baccalauréat spécialisé en histoire, Université du Québec à Montréal
1984-1985 Certificat en traduction, Université de Montréal
1986-1990 Maîtrise en histoire, Université du Québec à Montréal, Mémoire : « Une mémoire momifiée ? Problèmes et perspectives de l’interprétation de l’histoire dans les centres d’interprétation », sous la direction de Jean-Marie Fecteau.
1993-1997 Doctorat en histoire, Université Laval, Thèse : « La bataille du Long-Sault et la place des Amérindiens dans l’identité québécoise », sous la direction de Jocelyn Létourneau et Réal Ouellet.
2000-2001 Stage postdoctoral en histoire, Sujet : « Benjamin Sulte et les débuts de la commémoration au Canada » sous la direction de Gérard Bouchard.

## Expériences professionnelles
Patrice Groulx est reconnu pour ses travaux sur la mémoire collective, la commémoration, l’histoire nationale et la biographie, notamment celle de François-Xavier Garneau. Il s’illustre par une approche critique et documentée de l’histoire, ainsi que par sa contribution à la diffusion et à la valorisation du patrimoine québécois.
Ses domaines d’expertise sont principalement l'histoire du Québec, les études patrimoniales, la commémoration et la muséologie,,.

### Enseignement et diffusion
Chargé de cours à l’Université Laval en Sciences historiques et études patrimoniales pendant près de vingt ans de 1997 à 2016, il forme des étudiants en histoire, en patrimoine et en muséologie. Il conçoit et scénarise des expositions et des publications pour différentes institutions majeures au Québec contribuant ainsi à la vulgarisation et à la diffusion du savoir historique auprès du grand public ,.

### Historien et consultant en patrimoine
Depuis 1993, il est consultant en patrimoine et muséologie. Son travail consiste à la conception et la scénarisation d’expositions, de publications, d'analyses de politiques, de recherches en archives, de rédaction de rapports et de textes d’exposition pour des institutions majeures telles que les Musées de la civilisation, le Ministère de la culture du Québec, la Ville de Québec, Bibliothèque et Archives nationales du Québec ou la Commission de la Capitale nationale du Québec. Il est aussi rédacteur-réviseur et réalisateur en interprétation du patrimoine pour Parcs Canada  de 1983 à 1993  pour les outils de diffusion dans les lieux historiques et les parcs nationaux de l’Ontario.
Il a publié des ouvrages majeurs  sur François-Xavier Garneau, Dollard des Ormeaux et de nombreux articles et essais sur la mémoire, la commémoration et l’histoire du Québec,. Il est enseignant et conférencier sur l’histoire et le patrimoine. Il est aussi consultant et expert en études patrimoniales et en commémoration pour divers organismes publics et culturels.
Patrice Groulx est reconnu pour son travail critique sur la mémoire collective et les figures historiques, notamment avec son ouvrage Pièges de la mémoire, Dollard des Ormeaux, les Amérindiens et nous en1998,. Il y analyse la construction du mythe de Dollard des Ormeaux, figure longtemps célébrée au Québec et met en lumière les enjeux de la commémoration et de l’identité nationale,.
Il publie en 2020 une biographie de François-Xavier Garneau. Poète, historien et patriote, qui renouvelle la compréhension de ce personnage central de l’historiographie québécoise. Groulx y présente Garneau non seulement comme historien national, mais aussi comme acteur intellectuel de son temps, en s’appuyant sur une analyse approfondie de sa correspondance et de son contexte.

### Autres implications professionnelles
- 1993-2021 Comité de rédaction de Continuité, revue trimestrielle sur le patrimoine québécois [23].
- 2004-2008 Comité consultatif sur la commémoration, Commission de la capitale nationale du Québec
- 2004-2010 Conseil d’administration de l’Institut d’histoire de l’Amérique française

## Publications
- Pour en finir avec Dollard, Wendats. Anishinabés et Français au pied du Kinodjiwan, Montréal, Éditions du Boréal, 2024, 252 p.  (ISBN 978-2-76462-822-5)[24],[25],[26],[27].
- François-Xavier Garneau (1809-1866), poète, historien et patriote, Montréal, Éditions du Boréal, 2020, 282 p.  (ISBN 978-2-76462-620-7)[28],[1],[29],[30].
- La marche des morts illustres. Benjamin Sulte, l’histoire et la commémoration, Gatineau, Éditions Vents d’Ouest, 2008, 292 p.  (ISBN 978-2-89537-138-0) [31]
- Pièges de la mémoire. Dollard des Ormeaux, les Amérindiens et nous, Hull, Éditions Vents d’Ouest, 1998, 436 p.  (ISBN 978-2-92160-370-6) [32],[33],[34],[35].

## Honneurs et distinctions
- Pour en finir avec Dollard, Wendats. Anishinabés et Français au pied du Kinodjiwan:
  - Prix de la présidence de l’Assemblée nationale[36], 2025.
  - Ouvrage finaliste au Prix de la Société historique du Canada pour le meilleur livre savant en histoire du Canada, 2025.

- François-Xavier Garneau (1809-1866), poète, historien et patriote :
  - Prix de création littéraire de la Ville de Québec et du Salon international du livre de Québec, catégorie essais, 2021
  - Prix de l’Assemblée nationale du Québec de l’Institut d’histoire de l’Amérique française, 2021
  - Ouvrage finaliste au Prix de la présidence de l’Assemblée nationale du Québec, 2021

- La marche des morts illustres. Benjamin Sulte, l’histoire et la commémoration :
  - Ouvrage finaliste au Prix Jean-Charles-Falardeau de la Fédération canadienne des sciences humaines et sociales, 2010

- Pièges de la mémoire. Dollard des Ormeaux, les Amérindiens et nous :
  - Prix Lionel-Groulx — Fondation Yves-Saint-Germain de l’Institut d’histoire de l’Amérique française, 1999
  - Prix littéraire de l’Outaouais — Café des Quatre jeudis, catégorie documentaire, 1999
  - Ouvrage finaliste au Prix John A. Macdonald de la Société historique du Canada, 2000
  - Prix Jean-Charles-Falardeau de la Fédération canadienne des sciences humaines et sociales, 1999.